# أنهانجا (أسطورة)
أنهانجا (بالإنجليزية: Anhanga)‏ في أساطير هنود الأمازون في البرازيل: اسم للشيطان، وهو يستخدم مع کوروبيرا Korpira شیطان الغابات. أنهانجا لا شكل له ويعيش في أحلام الإنسان، وهو يحب أن يمزح، وكثيرا ما يسرق الأطفال. ويتكاثر في الحشائش وأوراق الشجر وله صوت مخيف.
وهي روح في الأساطير البرازيلية التي تحمي الحيوانات في كثير من الأحيان (وخاصة الإناث والذكور) وتميل إلى الظهور كغزال أبيض ذو عيون حمراء. تتضمن إحدى الأساطير أن هنديا أسره أنهانجا وجعل يعذبه حتى يجذب صراخه أمه، وبالفعل لما جُذبت الأم قام الهندي بقتلها بسبب الأوهام التي ألقاها عليه أنهانجا.